# Gainax
Gainax (株式会社ガイナックス?, Kabushiki-gaisha Gainakkusu) è stato uno studio di animazione giapponese noto per serie quali Neon Genesis Evangelion, Nadia - Il mistero della pietra azzurra e Sfondamento dei cieli Gurren Lagann. Lo studio Gainax è conosciuto per l'impegno nell'animazione sperimentale e per la capacità di stravolgere le convenzioni dei generi tipici degli anime. Allo stesso tempo si è creato una reputazione non proprio brillante per alcuni significativi problemi di produzione e budget in diverse serie degne di nota.

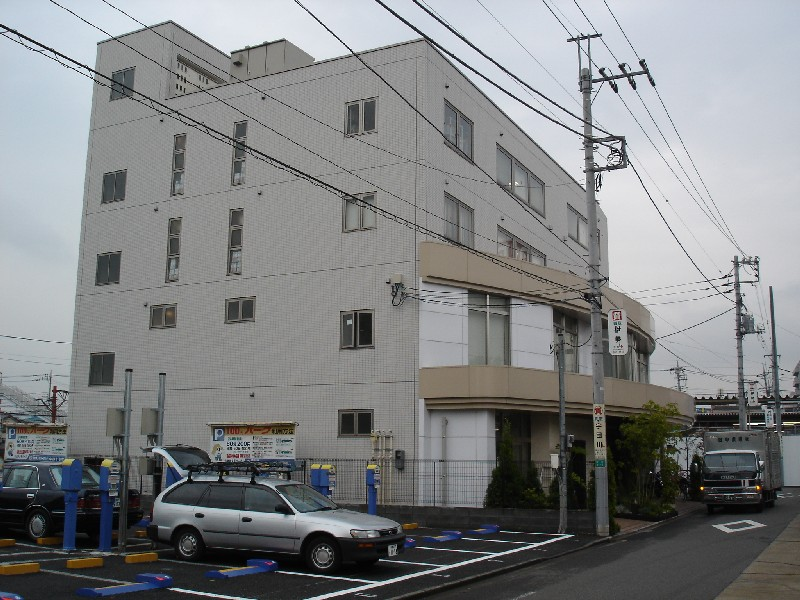
La vecchia sede dello studio Gainax (Tokyo).

Il 29 maggio 2024 ha presentato istanza di fallimento aziendale presso il tribunale distrettuale di Tokyo e il 7 giugno dichiara ufficialmente bancarotta. La gestione dei diritti delle produzioni della Gainax passa allo studio Khara.

## Storia
Lo studio è stato fondato nei primi anni ottanta come Daicon Film dagli studenti universitari Hideaki Anno, Yoshiyuki Sadamoto, Takami Akai, e Shinji Higuchi. Il primo progetto fu un corto animato per il Daicon III nel 1981 a Osaka. Il cortometraggio racconta la storia di una ragazzina che combatte ogni sorta di mostri, robot e navicelle spaziali dei programmi televisivi degli anni sessanta e settanta (tra i quali Ultraman, La corazzata Yamato, Star Trek, Star Wars e Godzilla) fino a quando riesce a raggiungere una piana desertica e a versare un bicchiere d'acqua su una rapa daikon, che immediatamente si trasforma in un'enorme nave spaziale che la accoglie a bordo con il suo raggio traente. Nonostante l'ambizione del corto, le animazioni erano ancora di scarsa qualità.
Il gruppo ebbe maggior successo al Daicon IV del 1983. Il nuovo cortometraggio iniziava con un riassunto del precedente, realizzato con un'animazione di migliore qualità; in seguito mostrava la stessa ragazza cresciuta che, indossando un costume da "coniglietta" di Playboy, combatte contro una selezione ancora più ampia di creature provenienti da ogni sorta di film e romanzo fantascientifico o fantastico (appaiono tra gli altri Dart Fener, Alien, una Valkyrie di Macross, un dragone di Pern, Aslan, una nave da battaglia Klingon, Spider-Man) oltre a volare nel cielo a cavalcioni di Excalibur. L'azione si svolge sulle note delle canzoni Twilight prima e Hold on tight dopo del gruppo Electric Light Orchestra. Lo studio cambiò nome in Gainax nel 1985.

## Caratteristiche
Benché fino a Neon Genesis Evangelion Gainax abbia lavorato tipicamente su soggetti propri, alcune case editrici hanno affidato la realizzazione delle animazioni dei propri anime allo studio Gainax come Le situazioni di Lui & Lei e Mahoromatic. Lo staff dello studio (20 persone) ha spesso l'abitudine di inserire riferimenti a serie passate in quelle nuove; questo gli è valso l'etichetta di studio otaku.
- Dopo una gag sulla corsa in cui le scenografie sono dipinte in stile manga sullo schermo, i personaggi di FLCL ironizzano sulla ripetizione dei fotogrammi nell'animazione (una cosa per cui Gainax era diventata "famosa") come uno strumento "salva budget" economico e fastidioso.
- Diverse sequenze animate e abiti di Le situazioni di Lui & Lei ricordano o citano Neon Genesis Evangelion, come ad esempio un vestito indossato da Miyazawa, identico a quello giallo di Asuka, oppure l'esplosione d'ira di Tsubasa Shibahime (nell'episodio 13), che è identica all'esplosione della Bomba N quadro sganciata nel primo episodio di Evangelion.
- Abenobashi - Il quartiere commerciale di magia contiene numerosi riferimenti agli anime, incluse le opere Gainax. Nel terzo episodio lam sequenza di lancio di un robot gigante ha come sottofondo la musica della sequenza di lancio delle unità EVA in Neon Genesis Evangelion.
- Nel quinto episodio di FLCL Haruko è vestita come la Daicon Bunny.

## Produzioni
Di seguito sono elencate tutte le produzioni audiovisive della Gainax, a cui va affiancata la vasta produzione cartacea, videoludica e di gadgettistica & modellistica; eventuali note sono indicate fra parentesi "()".

### Serie TV
- 1990~1991 - Nadia - Il mistero della pietra azzurra (produzione generale delle animazioni a cura di Toho e Korad)
- 1995~1996 - Neon Genesis Evangelion (animazioni co-prodotte dalla Tatsunoko)
- 1998~1999 - Le situazioni di Lui & Lei (animazioni co-prodotte da J.C.Staff)
- 1999 - Oruchuban ebichu
- 2001~2003 - Mahoromatic (due serie; animazioni co-prodotte da Shaft)
- 2002 - Abenobashi - Il quartiere commerciale di magia (animazioni co-prodotte da Madhouse)
- 2002 - Puchi Puri Yucie (ぷちぷり＊ユーシィ?)
- 2004 - Kono minikuku mo utsukushii sekai (この醜くも美しい世界?), titolo internazionale This Ugly Yet Beautiful World (animazioni co-prodotte da Shaft)
- 2004 - Bōkyaku no Senritsu (忘却の旋律?), titolo internazionale Melody of Oblivion (animazioni prodotte da J.C.Staff)
- 2005 - Kore ga Watashi no Goshujin-sama (これが私の御主人様?), titolo internazionale He Is My Master (animazioni co-prodotte da Shaft)
- 2007 - Sfondamento dei cieli Gurren Lagann
- 2008~2009 - Shikabane hime  (due serie; animazioni co-prodotte da Feel)
- 2010 - Hanamaru yōchien
- 2010 - Panty & Stocking with Garterbelt
- 2011 - Dantalian no shoka
- 2012 - Medaka Box
- 2012 - Medaka Box: Abnormal
- 2013 - Tokurei Sochi Dantai Stella Jo-Gakuin Kōtō-ka C3-Bu
- 2014 - Mahō Shōjo Taisen
- 2015 - Hōkago no Pleiades
- 2018 - Flying Babies
- 2018 - Rescue Academia

### Film
- 1987 - Le ali di Honneamise
- 1991 - Nadia e il mistero di Fuzzy (coinvolta solo come produttore originario delle sequenze riprese dalla serie TV)
- Film conclusivi di Neon Genesis Evangelion (animazioni co-prodotte da Production I.G):
  - 1997 - Evangelion: Death & Rebirth
  - 1997 - The End of Evangelion
  - 1998 - Neon Genesis Evangelion: The Feature Film
- 2004 - Cutie Honey (solo animazione d'apertura)
- 2006 - Punta al Top! GunBuster - The Movie
- 2006 - Punta al Top! 2 DieBuster - The Movie
- 2007~2009 - Evangelion 1.0 e 2.0 (Co-proprietari del franchise con lo Studio Khara di Hideaki Anno; coinvolgimento minore nella produzione delle animazioni)
- Film di Sfondamento dei cieli Gurren Lagann:
  - 2008 - Gekijōban Tengen Toppa Gurren Lagann: Gurren hen
  - 2009 - Gekijōban Tengen Toppa Gurren Lagann: Lagann hen
- Annunciato - Uru in Blue

### OVA e ONA
- 1988 - Punta al Top! GunBuster
- 1991 - Otaku no Video
- 2000~2001 - FLCL (co-prodotto da Production I.G)
- 2003 - Fushigi no umi no Nadia - Omake
- 2004 - Re: Cutie Honey (co-prodotto da Toei Animation)
- 2004~2006 - Punta al Top 2! Diebuster
- 2011 - Hōkago no Pleiades (放課後のプレアデス?)

### Cronologia
Nel grafico sottostante sono riportati in giallo le serie tv, in rosa i film ed in verde gli OVA ed ONA; i film ed in generale tutte le opere che non hanno superato un anno di durata sono indicate con il puntino "•".

## Altre produzioni
Gainax ha curato anche un discreto numero di videogiochi, tra cui una versione di Mah Jong con i personaggi di Evangelion, Alisia Dragoon e la serie di videogiochi Princess Maker, in seguito adattata nell'anime Yucie.

### Daicon Tokusatsu Fan Films
Come Daicon Films, Gainax si fece notare anche per la realizzazione di una serie di cortometraggi tokusatsu (una forma di film con effetti speciali) negli anni Ottanta, di solito parodie di film con protagonisti mostri oppure di show di supereroi, che hanno ricevuto una grande copertura mediatica favorevole. Queste produzioni comprendono:
- Aikoku sentai Dai-Nippon (愛国戦隊 大日本? "Squadrone patriottico Dai-Nippon") (1982: Una parodia dello show Super Sentai, che è anche una satira della Guerra russo-giapponese. Alla base dello “squadrone” del titolo c'è la cultura giapponese (ovviamente); i robot giganti si rifanno agli shōgun, i russi rappresentano i "cattivi" (ma assomigliano più ai Vichinghi), i quali si scontrano contro i "nostri" eroi con uno sbalorditivo mostro meccanico gigante con fattezze di squalo. Gli effetti speciali sono di Shinji Higuchi.
- Kaiketsu Nōtenki (快傑のーてんき? "Il lesto eroe Nōtenki") (1982) - Una parodia del Kaiketsu Zubat di Shōtarō Ishinomori, dove il nome dell'alterego dell'eroe (Ken Hayakawa) è lo stesso, ma l'eroe indossa un costume più ridicolo. Il produttore di Daicon/Gainax Yasuhiro Takeda interpreta Ken Hayakawa.
- Kaettekita Ultraman (帰ってきたウルトラマン? "Ultraman è tornato") (1983) - Una parodia omonima della serie tv Kaettekita Ultraman, con alcuni imponenti effetti speciali, considerando la produzione a basso costo. Il solito Ultraman che cerca di essere un temerario, seppure rimpiazzato da un Hideaki Anno gigante che indossa occhiali e un costume in vinile pieno di gadget e scherzi improbabili. Anno dirige mentre Takami Akai cura gli effetti speciali.
- Yamata no Orochi no gyakushū (八岐之大蛇の逆襲? "Yamata no Orochi colpisce ancora") (1985) - L'epica parodia (in 72 minuti) del genere daikaiju (con mostri giganti); gli effetti speciali sono di Shinji Higuchi. Questo fu il più pubblicizzato dei loro film.